# Jack Lynch
John Mary (Jack) Lynch (Cork, 15 augustus 1917 - Dublin, 20 oktober 1999) was een Iers politicus. Lynch was over twee periodes in totaal negen jaar Taoiseach (minister-president) van Ierland namens Fianna Fáil.
Tijdens de eerste regering-Lynch trad Ierland toe tot de Europese gemeenschappen (1 januari 1973), nadat ruim 83% van de bevolking vóór had gestemd in een volksraadpleging. Verder trad hij harder op tegen activiteiten van het IRA op het grondgebied van de republiek Ierland. In februari 1973 schreef hij vervroegde parlementsverkiezingen uit, die zijn partij Fianna Fáil verloor tegen het verkiezingsfront van Fine Gael en Labour.
- Bibliothèque nationale de France: cb12206585t (data)
- Gemeinsame Normdatei: 124107893
- International Standard Name Identifier: 0000 0000 2797 7517
- Library of Congress Control Number: n92025963
- Nederlandse Thesaurus van Auteursnamen: 143379623
- SNAC: w6bz7j0v
- Système universitaire de documentation: 13402589X
- Virtual International Authority File: 4979087
- WorldCat: E39PBJmXHHJKpVCBXDDffWvmBP